# Платрес
Пла̀трес (на гръцки: Πλάτρες) е село в Кипър, окръг Лимасол. Според статистическата служба на Република Кипър през 2001 г. селото има 196 жители.
Намира се на 25 km северозападно от Лимасол.